# Redžep Muminhodžić
Redžep ef. Muminhodžić (Šerići pokraj Živinica, 7. srpnja 1906. − Tuzla, 22. travnja 2002.), bosanskohercegovački je teolog  bošnjačkog podrijetla. Autor je Ta'limu-l-islama, najpoznatijeg vjeronaučnog udžbenika koji se desetljećima koristio u mektebima.

## Životopis
Redžep Muminhodžić je rođen 1906. godine u Šerićima pokraj Živinica. Završio je Behram-begovu medresu 1924. godine. Školovanje je nastavio na Šerijatskoj sudačkoj školi u Sarajevu, a u Skoplju je položio državni ispit. Po okončanju formalnoga obrazovanja obavljao je poslove muallima u sibjan-mektebu i privremeno vršio dužnost imama i vaiza Selimije džamije i muallima ženskog mekteba u Doboju. Na toj dužnosti je bio nekoliko  mjeseci. U završnom računu o gospodarenju imetkom Ujedinjenih vakufa u Doboju za godinu 1934/35. Muminhodžić se spominje kao imam Selimije od 1934. do 1935. godine. Dužnosti šerijatsko-sudskog pripravnika je obavljao na Kosovu. 
Većinu radnog vijeka proveo je na mjestu imama i muallima u Lukavcu pokraj Tuzle, od 1941. do 1982. godine. Radio je u džematudžematu Turski Lukavac, a poslije umirovljenja u džematu Modrac. Njegov aktivizam u podučavanju vjeri i njenim propisima bio je uzrok čestih pritisaka komunističkih vlasti, no on je ostajao ustrajan u svome pozivu i metodama podučavanja. Kao rezultat te presije nad njim, u periodu od 1951. do 1962. godine oduzeto mu je pravo bavljenja imamskom profesijom pa se morao snalaziti i raditi u zemljoradničkoj zadruzi i u općinskim službama u Lukavcu. Usprkos tome, postizao je izvanredne rezultate u vjeronauci, pogotovu za vrijeme intenzivne, svakodnevne vjerske nastave za vrijeme ljetnih raspusta kada bi angažirao i veliki broj učenika iz Gazi Husrev-begove medrese, ali i onih koje bi sam osposobio da djeluju kao vjeroučitelji. Muminhodžić je utemeljitelj i posebne metode odgojnog rada s mladima, tzv. ferijalne vjerske pouke za djecu i mlade. Taj svoj program je sam tako nazvao i zalagao se za njegovu primjenu u svim mektebima. 
Kao polazište u osmišljavanju programa bilo je Muminhodžićevo rezoniranje da su raspusti (i ljetni i zimski) vrijeme kada su polaznici rasterećeni od školskih obveza i kada se mogu kvalitetnije i sadržajnije posvetiti mektepskoj edukaciji. Shodno tome, nastava je organizirana svakodnevno, u više skupina. U zavisnosti od broja polaznika mogla je trajati i do kasnih popodnevnih sati. Nije prekidana ni zimi ni tijekom mjeseca ramazana. U određivanju satnice rada skupina vodio je računa o uzrastu polaznika i njihovim potrebama, kao i potrebama njihovih obitelji u radu na imanjima: stariji su dolazili rano (da bi kasnije mogli pomagati obiteljima u poslovima), a mlađi kasnije, kada se naspavaju i doručkuju.
Autor je poznatog vjeronaučnog udžbenika Ta'limu‐l‐islam (Podučavanje  islamu),  koje je doživjelo više izdanja i tiskano je u više od 170.000 primjeraka. U svom uvodu prvog izdanja potpisao se kao Redžep Mu’min ‘Ajni. Udžbenik je pisao iz mekteba za mekteb.  Navedeno djelo se desetljećima koristilo u mektebima, sve dok 2020. godine, kada je Islamska zajednica  promovirala nove planovima i programe s novim mektebskim udžbenicima.
Redžep Muminhodžić je preminuo 22. travnja 2002. godine. Ukopan je u haremu Turali-begove džamije u Tuzli. 

## Vanjske poveznice
- Hadži kadija Redžep ef. Muminhodžić, velikan duhovnog naslijeđa Bosne i Hercegovine